# San Juan (provins)
San Juan (Provincia de San Juan) är en provins som ligger i nordvästra Argentina. Huvudstaden heter San Juan.

## Geografi
Provinsen har en befolkning på 620 023 (2001) och har en yta på 89 651 km². San Juan gränsar till provinserna San Luis, San Luis och Mendoza och i väster Chile.
Området ligger till största delen i Anderna på mer än 1 000 m höjd. Nederbörden är ringa och den odlade marken måste konstbevattnas. Vin odlas i stor omfattning. Boskapsuppfödning och gruvdrift (koppar, zink och grafit) är viktiga. 
I provinsen ligger Ischigualasto provinspark som tillsammans med Talampaya nationalpark i provinsen La Rioja utgör ett världsarv.

## Administrativ indelning
Provinsen är indelad i nitton departement (departamentos) som listas nedan med respektive departementshuvudstad.
1. Albardón (General San Martín)
2. Angaco (Villa del Salvador)
3. Calingasta (Tamberías)
4. Capital (San Juan)
5. Caucete (Caucete)
6. Chimbas (Paula Alabarracín de Sarmiento)
7. Iglesia (Rodeo)
8. Jáchal (San José de Jáchal)
9. Nueve de Julio ( de Julio)
10. Pocito (Villa Alberastain)
11. Rawson (Villa Krause)
12. Rivadavia (Rivadavia)
13. San Martín (San Isidro)
14. Santa Lucía (Santa Lucía)
15. Sarmiento (Media Agua)
16. Ullum (Ibañez)
17. Valle Fértil (San Agustín)
18. Veinticinco de Mayo (Santa Rosa)
19. Zonda (Basilio Nievas)